# El Ançor
El Ançor (em árabe: العنصر), também El Ançar ou El Ansser, é uma comuna localizada na província de Orã, Argélia. De acordo com o censo de 2009, a população total da cidade era de 11 469 habitantes.